# Тотре, Эннур
Эннур Тотре (макед. Енур Тотре/алб. Ennur Totre; род. 29 октября 1996 или 29 ноября 1996, Тетово, Тетово) — северомакедонский футболист албанского происхождения, полузащитник клуба «Сакарьяспор».

## Клубная карьера

### «Шкендия»
Воспитанник «Шкендии», в футболке которой и начал взрослую футбольную карьеру. В профессиональном футболе дебютировал 30 ноября 2014 года в победном (5:0) домашнем поединке 17-го тура Первой лиги против «Пелистера». Эннур вышел на поле на 69-й минуте, заменив Зайко Зебу. Первым голом во взрослом футболе отличился 13 марта 2016 на 51-й минуте победного (4:0) выездного поединка 22-го тура Первой лиги Македонии против «Металлурга». Тотре вышел на поле в стартовом составе и отыграл весь матч. Всего в футболке «Шкендии» сыграл 161 матч (11 голов) в Первой лиге Северной Македонии, еще 17 поединков провел в кубке страны. Вместе с командой выигрывал Первую лигу Северной Македонии в сезонах 2017/18, 2018/19 и 2020/21 годов.

### «Тирана»
В конце июля 2021 года перебрался в «Тирану». В футболке столичного клуба дебютировал 11 сентября 2021 в победном (4:2) домашнем поединке 1-го тура Суперлиги Албании против «Скендербеу». Эннур вышел на поле в стартовом составе, а на 79-й минуте его заменил Энес Кука. Первым голом за «Тирану» отличился 17 октября 2021 года на 51-й минуте победного (3:2) выездного поединка 5-го тура Суперлиги Албании против «Теуты». Тотре вышел на поле в стартовом составе, а на 83-й минуте его заменил Энес Кука. В составе «Тираны» сыграл 34 матча (5 голов) в Суперлиге Албании и 3 поединка в кубке страны. Помог столичному клубу выиграть Суперлигу Албании 2021/22.

### «Ворскла»
В конце июля 2022 албанские СМИ распространили информацию, что Эннур Тотре подпишет 3-летний контракт с «Ворсклой». «Тирана» получит за своего полузащитника 250 тысяч евро, а также 50 тысяч евро в качестве бонусов за выступления северомакедонца. В начале августа 2022 выше указанная информация подтвердилась, игрок официально перешел в украинский клуб. В футболке полтавского клуба дебютировал 23 августа 2022 в проигранном (1:3) поединке 1-го тура Премьер-лиги Украины против луганской «Зари». Эннур вышел на поле в стартовом составе, а на 69-й минуте его заменил Юрий Козыренко.

## Карьера в сборной
В футболке национальной сборной Северной Македонии дебютировал 14 октября 2020 в ничейном (1:1) поединке Лиги наций УЕФА против Грузии, в котором на 88-й минуте заменил Бобана Николова.